# 3809 Амісі
3809 Амісі (1984 FA, 1951 XO, 1986 VT4, 3809 Amici) — астероїд головного поясу, відкритий 26 березня 1984 року.
Тіссеранів параметр щодо Юпітера — 3,354.